# Bogumił Andrzejewski
Bogumił Witalis Andrzejewski (ur. 1 lutego 1922 w Poznaniu, zm. 1 grudnia 1994 w Hemel Hempstead) – polski językoznawca i poeta.
W czasie II wojny światowej służył w Brygadzie Strzelców Karpackich, walcząc m.in. pod Tobrukiem. Po wojnie osiadł na Wyspach Brytyjskich. Tam ukończył anglistykę i językoznawstwo, dochodząc do stopnia profesora zwyczajnego. Wykładowca na School of Oriental and African Studies University of London. Badacz języków i literatury kuszyckiej, współtwórca pisowni somalijskiej opartej na alfabecie łacińskim.

## Dzieciństwo i losy wojenne
Był synem Teofila, kupca, hurtownika i eksportera surowych skór, i Zofii z d. Karaszewicz-Tokarzewska, która pracowała przed założeniem rodziny
w dużej rosyjskiej fabryce jako pracownik biurowy.
Przyszły poeta kształcił się w Gimnazjum im. Bergera w Poznaniu,
a w latach 1937–1939 w Gimnazjum i Liceum im. Oswalda Balzera w Zakopanem. Pod koniec sierpnia 1939 roku udał się z Poznania do Warszawy, którą opuścił w lutym roku następnego. Przedostał się na Węgry i w 1941 roku dotarł do Palestyny. Zaciągnął się do Samodzielnej Brygady Strzelców Karpackich. Został ranny w bitwie pod Tobrukiem w roku 1941. W tym samym, 1941 roku w piśmie „Przy kierownicy w Tobruku” (nr 4/5) ogłosił swoje pierwsze utwory. Były to wiersze: Koledze, Upiór, Zegar oraz migawki z życia kompanii Cekaemy, krótkie serie. Te wczesne utwory nie odznaczały się niczym szczególnym, traktowały o rzeczywistości wojennej, o śmierci żołnierzy na polu bitwy. Jak sam po latach powie Andrzejewski: „[...] naśladowałem jak mogłem Czterech Wieszczów”. Publikował w latach wojennych wiersze i utwory prozatorskie w pismach: „Kurier Polski w Bagdadzie” (1942-1943), „Polska Walcząca” (Londyn, 1943-1944), „Nowa Polska” (Londyn, 1944–1945).

## Kariera zawodowa
Po wojnie zamieszkał w Wielkiej Brytanii. W roku 1946 ożenił się z Sheilą Muriel Weekes. Studiował anglistykę i język staronorweski w Oriel College w Oksfordzie. W 1947 roku uzyskał stopień Bachelor of Arts in English Language and Literature (magisterium). W latach 1948–1949 kształcił się w School of Oriental and African Studies University of London, studiując językoznawstwo ogólne i klasyczny język arabski. Przeprowadził badania naukowe nad językiem somalijskim w Brytyjskim Protektoracie Somaliland w Departamencie Oświaty w latach 1950–1951 w celu stworzenia ortografii dla tego języka. W okresie 1952–1964 był wykładowcą języków i literatury kuszyckiej na Uniwersytecie Londyńskim. W roku 1962 uzyskał stopień Doctor of Philosophy na podstawie pracy pt. Declensions of Somali Nouns napisanej pod kierunkiem profesora Malcolma Guthriego. W latach 1957–1975 przeprowadzał dłuższe prace badawcze nad językami kuszyckimi i literaturą w Etiopii, Kenii i Somalii. W latach 1964–1980 pracował na stanowisku docenta języków kuszyckich na University of London. W 1980 roku został mianowany profesorem języków i literatur kuszyckich na tymże uniwersytecie.
W roku 1982 przeszedł na przedwczesną emeryturę i kontynuował twórczość naukową i literacką. W 1988 roku został odznaczony przez rząd Somalii Orderem Gwiazdy Somalijskiej w stopniu komandorskim za wkład naukowy w dziedzinie języka i literatury somalijskiej oraz za udział w stworzeniu oficjalnej ortografii dla języka somalijskiego. Mieszkał w Harpenden w hrabstwie Hertfordshire w Anglii.

## Andrzejewski jako językoznawca
Andrzejewski zamieszczał prace naukowe w języku angielskim w czasopismach specjalistycznych, m.in. w „African Language Studies” (1960-1974) i „Ethiopianist Notes”, kontynuowane od 1979 roku pod nazwą „Northeast African Studies” (1978-1988). Był współautorem studium
i antologii poezji somalijskiej, prac redakcyjnych i edytorskich: M. H. I. Galaal: Hikmad Soomaali, Literatures in African languages. Theoretical issues and sample surveys. Przełożył również z języka somalijskiego na angielski dramat Sheikh Mumin pt. Leopard among the woman oraz powieść Farrax M. Cawl Ignorance is enemy of love.
Oprócz tego był autorem licznych artykułów, zamieszczanych w wielu czasopismach naukowych, a dotyczących problematyki języków kuszyckich i przekazów ustnych w Afryce.
Publikował swoje utwory między innymi w paryskiej „Kulturze” (1949-1954, 1967, 1994), w londyńskich „Wiadomościach” (1967, 1969-1970, 1973), w „Życiu” (1959). W roku 1970 otrzymał nagrodę „Wiadomości” za najwybitniejsze utwory ogłoszone w tym piśmie w roku 1969.

## Andrzejewski jako poeta
Bogumił Andrzejewski był także poetą. Według słów Czesława Miłosza, „pisał wiersze dla własnej przyjemności, w chwilach wolnych od zajęć, by tak rzec, poważnych”.
Twórczość autora opowieści Nad Atlantykiem nie doczekała się pełnego omówienia w literaturze. Andrzejewski jest autorem ponad osiemdziesięciu utworów, w tym wierszy, poematów i opowieści.
Wydał: jeden arkusz poetycki – Na wszelki wypadek (1957), zawierający 7 tekstów, oraz zbiór 18 utworów – poematów i opowieści – Podróż do krajów legendarnych (1985). W roku 2000 ukazał się tom ów w kraju – wydrukowany przez oficynę wydawniczą „Agawa”. Reszta tekstów autora Nosorożca docelowości przeważnie jest rozproszona w czasopismach emigracyjnych. Przez wiele lat poeta współpracował głównie z londyńskimi „Wiadomościami”. Ogłosił w nich część swoich wierszy, poematów oraz opowieści.
Na temat jego twórczości ukazało się do tej pory jedenaście tekstów. Napisano o nim trzy wspomnienia oraz opublikowano wywiad z poetą. Ponadto Jerzy Pietrkiewicz napisał przedmowę do Podróży do krajów legendarnych.

## Śmierć i wspomnienia o Andrzejewskim
Zmarł 1 grudnia 1994 roku, przed północą, w wieku 72 lat. Nabożeństwo dla uczczenia pamięci poety odbyło się 15 marca 1995 w Londynie w katolickim kościele pod wezwaniem św. Anzelma i św. Cecylii. Później wspominano Andrzejewskiego w The Senior Comnon Room w School of Oriental and African Studies University of London. Pisała o tym Alicja Moskalowa we wspomnieniu Czy Goosh vel Guush vel Guś rzeczywiście odszedł?. Na uroczystości tej zebrało się liczne grono rodziny, przyjaciół, uczonych, byłych studentów Andrzejewskiego, jego kolegów z BBC World Service. Odczytano legat-pożegnanie, który uczony-afrykanista podyktował żonie, Sheili, „gdy zrozumiał, że już nie wyjdzie z tej ostatniej choroby”. Było to pożegnanie skierowane do Somalijczyków, gdyż „o nich to myślał w ostatnich dniach swojego życia”.
Jerzy Pietrkiewicz w styczniowym-lutowym numerze paryskiej „Kultury” z roku 1995, w rubryce „Ci, co odeszli” wspominał: Prawdziwa przyjaźń jest łaską opatrzności, ale nawet ta łaska nie przygotowuje do rozstania w śmierci. Nasza przyjaźń przetrwała pół wieku (...). Dla mnie pozostał Bogu-miłym przyjacielem.
Pietrkiewicz wspomniał również wizyty Andrzejewskiego w Afryce: Radiowe stacje w Somalii oznajmiały jego przyjazdy w sposób właściwy tamtejszej tradycji ustnego przekazu. „Ten-który-nie-jest-u-nas-często”, wołało radio, „przyleciał-do-Mogadiszu”. Piękny epitet dla kogoś, kto był im oddany jakby należał do wszystkich szczepów naraz; czuli, ze należał do nich sercem i rozumem – dlatego miłość do kodyfikatora ich kultury pozostanie w pamięci zbiorowej. Nasycony jak Kolumb światem, który odkrywał, powracał Bogumił do Londynu pełen uroku i dobroci.
W Somalii nazywano go „lemuryjskim wędrowcem”, „misjonarzem słów”, „starszym wszystkich szczepów”.